# Zentimeter-Geoid
Als Zentimeter-Geoid wird die heutige Zielvorstellung der Erdmessung bezeichnet, nach der das Geoid – die wichtigste Höhenbezugsfläche der Geodäsie – im laufenden Jahrzehnt auf 1–2 Zentimeter genau bestimmt werden soll.
Der Begriff wurde um 1990 vom damaligen IAG-Präsidenten Wolfgang Torge (TU Hannover) geprägt, als abzusehen war, dass die Methoden der Satellitengeodäsie (insbesondere GPS, aber auch GLONASS und Satellite Laser Ranging) sowie die kosmische Interferometrie (VLBI) bald Zentimetergenauigkeit erreichen würde.

## Problematik
Hinter diesem Ziel steht ein theoretisches Problem der Höhenbestimmung: die mit Weltraumverfahren bestimmten Höhen sind rein geometrischer Natur (d. h., sie beziehen sich auf ein mittleres Erdellipsoid), während alle terrestrisch vermessenen Höhen (orthometrische Höhen) das Geoid als Bezugsfläche haben. Für die in Zukunft nötigen Transformationen zwischen diesen Höhen müsste daher auch die Geoidbestimmung in den cm-Bereich vorstoßen.

## Mögliche Wege zum cm-Geoid
Als Prof. Torge diese Zielvorstellung postulierte, hatte das Geoid weltweit in den meisten Industriestaaten eine Genauigkeit um 10 cm, in Schwellenländern etwa 20 cm und nur in wenigen Staaten Mitteleuropas genauer als etwa 5 cm. Bis dato hat sich die Genauigkeit weltweit um mehr als 50 % erhöht, vor allem durch die geodätischen Satelliten GRACE (Start 2002) und GOCE (2009). Deren Hauptzweck ist jedoch die Geodynamik, und ihre Messungen liefern nur regionale Geoidhöhen, gemittelt über rund 100 km große Bereiche.
Die kurzwelligen Geoidundulationen müssen weiterhin bestimmt werden durch
1. terrestrische Messungen (Gravimetrie und astro-geodätische Lotabweichungen) oder
2. präzise Gelände- und Dichtemodelle.

Beide Wege sind derzeit auf bestenfalls 2–3 cm beschränkt. Die moderne Gravimetrie bzw. Gradiometrie erfordert nur kurze Messzeiten, aber ein sehr dichtes Punktraster von etwa 1 km, das gegenwärtig nur in kleinen Gebieten vorliegt, z. B. bei Rohstoffexploration oder in speziellen Testnetzen. Die Lotabweichungs-Messungen (siehe Astrogeoid) sind zwar aufwendiger, würden aber in 5-km-Punktabständen ausreichen. In Abständen von 10–15 km existieren sie nur in Österreich, der Schweiz und Teilen Deutschlands, etwas weiter u. a. in Kroatien und der Slowakei. Projekte zur weiteren Verdichtung sind teilweise in Planung, würden aber viele Millionen Euro erfordern. Für die rechnerischen Methoden (2) sind zwar die Geländemodelle genau genug, nicht aber die Modelle der lokalen Gesteinsdichte.

## Ausblick
Infolgedessen erreichen die besten Geoidmodelle der genannten Staaten ±2–3 cm und europaweit etwa 5 cm, woran sich in den nächsten Jahren nur wenig ändern dürfte. Eine Möglichkeit für eine gewisse Steigerung der Genauigkeit bietet das GPS Leveling (eine Kombination aus GPS und terrestrischem Nivellement), doch ist auch hier die Datendichte noch zu gering. Voraussichtlich wird sich die Zielvorstellung „Zentimetergeoid“ daher um ein Jahrzehnt verzögern oder auf den Status von ±2 cm zu reduzieren sein.